# هيرشل وودرو وليامز
هيرشل وودرو وليامز (2 أكتوبر 1923 - 29 يونيو 2022)، هو عسكري أمريكي، ولد في 2 أكتوبر 1923 في فيرمونت في الولايات المتحدة. حصل على وسام الشرف أعلى وسام للبسالة في جيش الولايات المتحدة، من أجل البطولة التي قام بها في معركة إيو جيما أثناء الحرب العالمية الثانية.

## وصلات خارجية
- الموقع الرسمي
- هيرشل دبليو. وليامز على موقع IMDb (الإنجليزية)